# Liliana Guerrero
Liliana Guerrero es una política venezolana, diputada del Consejo Legislativo del Estado Mérida para el período 2021-2025 con el partido Un Nuevo Tiempo (UNT), así como presidenta regional de dicho partido desde 2023.

## Biografía
Liliana Guerrero fue presidenta de la Federación del Centro de Estudiantes de la Universidad de Los Andes (ULA) y una de las líderes estudiantiles de las protestas nacionales de 2014.

## Carrera política
Guerrero fue electa diputada del Consejo Legislativo del Estado Mérida para el período 2021-2025. En 2023 asumió la presidencia regional de su partido, partido Un Nuevo Tiempo, apoyando al año siguiente la candidatura presidencial de Edmundo González.
Después de que fuera inhabilitada María Villasmil de Kazantzoglou, alcaldesa de La Azulita, UNT inscribió la candidatura de Guerrero en abril de 2025 para las elecciones regionales como candidata a la gobernación del estado Mérida.